# Callasová a Onassis
Callasová a Onassis (v italském originále Callas e Onassis) je koprodukční dvoudílný televizní film italského režiséra Giorgia Capitaniho. Film vznikl ve spolupráci společností Lux Vide, RTI a Pampa Production s účastí skupiny Telecinco. Jedná se o hrané biografické drama.

## Děj
Dvoudílný film s mezinárodním hereckým obsazením popisuje životní příběh dvou významných postav 20. století: Marii Callasové (Luisa Ranieri), mnohými považovanou za nejvýznamnější zpěvačku své doby, a Aristotela Onassise (Gérard Darmon), tehdy jednoho z nejbohatších mužů na světě. 
Příběh začíná v roce 1957. V roli Jacqueline Kennedyové vystupuje italská herečka Anna Valleová (Miss Itálie za rok 1995). Jacqueline Kennedyový, manželka a následně vdova po zavražděném prezidentovi Johnu F. Kennedym, později zmiňovaná kvůli domnělému románku s jeho bratrem Robertem Kennedym, se stává z dalších vytoužených obětí Aristotela Onassise, a nakonec se skutečně stává jeho příští manželkou. V roli Tiny Livanosové, dcery vlivného rejdaře Stavra Livanose, největšího Onassisova rivala a současně první Onassisovy manželky, se objevuje Serena Autieriová. 

## Obsazení
- Luisa Ranieri – Maria Callasová
- Gérard Darmon – Aristoteles Onassis
- Serena Autieriová – Tina Livanosová
- Bobby Álvarez – Costa
- Augusto Zucchi – Titta Meneghini
- Lucia Sardová – Bruna
- Orso Maria Guerrini – Khalemi
- Gabriele Ferzetti – Livanos
- François Marthouret – Georges Prêtre
- Helio Pedregal – Niarchos
- Mirta Pepe – Diana
- Simonetta Solderová – Nonie
- Elena Croce – Clementine
- Sydne Rome – Elsa
- Anna Valleová – Jackie Kennedyová

## Vysílání
Snímek byl poprvé vysílán v italské televizi 6. a 7. listopadu 2005 na Canale 5.